# Here We Go Around Again
"Here We Go Around Again" é uma canção da cantora estadunidense Mariah Carey, contida em seu álbum de compilação The Rarities. Foi lançada como segundo single da compilação em 11 de dezembro de 2020 exclusivamente para o Japão. Loverboy (FireCracker Original Version) foi escolhido como Lado B para o single.

## Histórico e Lançamento
"Here We Go Around Again" foi gravada por Dana Jon Chappelle e mixada por Brian Garten. De acordo com as notas do encarte do álbum, Carey "[sempre] gostou e queria que fosse incluído no meu primeiro álbum. Não me lembro por que não foi, exceto que sentimos que nunca capturamos a magia disso primeira demo. Esta gravação é o mais próximo que conseguimos."
Em uma entrevista com Fred Bronson , Margulies revelou que sua primeira colaboração, "Here We Go Around Again", foi gravada na parte de trás da fábrica de armários de seu pai em Chelsea , Nova York : "Era uma coisa real da Motown . Ela escreveu tudo os versos para fora. Ficamos muito animados porque ela parecia incrível. Esse foi o início da colaboração."
"Here We Go Around Again" foi tocada pela primeira vez em 21 de agosto de 2020 em um chat do Zoom com repórteres, influenciadores e fãs para promover "Save The Day". 
Em 19 de novembro de 2020, foi anunciado que a música seria lançada como um single em fita cassete juntamente com "Loverboy (Firecracker - Versão Original)" em Lado B em uma edição limitada no Japão, com lançamento oficial em 11 de dezembro de 2020.  No dia seguinte, no entanto, o cassete foi disponibilizado mundialmente na loja online oficial de Carey, incluído em pacotes com itens de roupas e acessórios. 

## Recepção Crítica
O escritor da Billboard Joe Lynch descreveu o primeiro teaser de "Here We Go Around Again", que foi estreado no bate-papo Zoom de Carey para "Save the Day" como "um trecho de umacanção do Jackson 5 que data de sua estreia em 1990".
O escritor do Idolator Mike Wass afirmou ser "difícil de entender como algo tão charmoso e cativante não fez parte da tracklist do álbum de estreia de Mariah".  Carey canalizou The Jackson 5 neste "bop animado de 1990, soando tão inocente que ela mal pode conter a alegria de saborear seus próprios poderes melismáticos."  O crítico de música pop do Los Angeles Times , Mikael Wood, elogiou a música afirmando que seus vocais eram "precisos como sempre" e elogiou seu estilo de escrita dizendo que "já estava em uma melodia cuja melodia rápida evoca idas e vindas de um cara que não consegue se decidir sobre ela."

## Alinhamento de faixas e formato
- Single em cassete de edição limitada japonesa

1. "Here We Go Around Again" – 3:55
2. "Loverboy (Firecracker – Original Version)" – 3:17